# Huejotzingo
Huejotzingo – miasto w Meksyku, w stanie Puebla.